# 1969年バレーボール男子北中米選手権
1969年バレーボール男子北中米選手権（1969 Men's NORCECA Volleyball Championship）は、1969年にメキシコのメキシコシティで開催された、北中米バレーボール連盟主催の第1回バレーボール北中米選手権男子大会。
出場国は8カ国。キューバが初優勝を飾った。

## 最終結果
| 順位 | 国             |
| ---- | -------------- |
| 1    | キューバ       |
| 2    | メキシコ       |
| 3    | アメリカ合衆国 |
| 4    | カナダ         |
| 5    | ハイチ         |
| 6    | プエルトリコ   |
| 7    | パナマ         |
| 8    | グアテマラ     |